# Euphrosyne av Polotsk
Euphrosyne av Polotsk, född Predslava, död 1167, var en rysk nunna. Hon blev efter sin död vördad som helgon av ortodoxa kyrkan. 1984 blev hon skyddshelgon för Belarus.
Predslava var dotter till furst Svyatoslav-Georgy Vseslavich av Polotsk och Sofia och sondotter till Vseslav. 
Hon gick på eget initiativ i kloster i staden Polotsk, och antog namnet Euphrosyne. Hon grundade 1128 ett kloster, där nunnorna bland annat sysselsatte sig med att kopiera böcker. 
År 1129, under Mstislav Vladimirovitjs nästa fälttåg mot Furstendömet Polotsk, tillfångatog han Svyatoslav och hans bröder Davyd och Rostislav och skickade dem till Konstantinopel som gisslan. Svyatoslavs vidare öde är okänt. Furstendömets följande historia är oklar, men under de följande åren när hennes far var fången, tycks Polotsk ha styrts av henne och hennes mor: sigill använda för att bekräfta officiella regeringsdokument har hittats som tillhört Predslava och hennes mor Sofia.